# Оболонская улица
Оболо́нская у́лица — улица в Подольском районе города Киева. Пролегает от улицы Кирилловской до Набережно-Луговой улицы. К Оболонской улице примыкают улицы Константиновская, Волосская, Туровская и Межигорская.

## История
Оболонская улица является одной из древнейших улиц Подола. Её название происходит от древнего названия местности на север от Подола — от Оболони, к которой вела эта улица. В свою очередь, старославянские слова «оболонь», «болонь», «болонье» означали низкий берег реки, прилегающие к реке луга, которые заливаются весенним паводком. После пожара на Подоле 1811 года Оболонская улица была выпрямлена и перестроена по проекту архитектора В. Гесте.
В советское время большинство старых домов на улице было снесено, и вместо них построены жилые многоквартирные дома.